# Minderbroedersstraat (Hasselt)
De Minderbroedersstraat (Hasselts: Pâterkeskerrekstroat) is een straat in het historische centrum van de Belgische stad Hasselt.

## Geschiedenis
De straat werd voor het eerst vermeld als platea Flamingerorum in een Latijnse schenkingsakte uit 1337. Enkele jaren later verschijnt de benaming Vleminckstraet, een vernoeming naar de lakenwevers en volders die zich vanuit Gelderland en later vanuit het hertogdom Brabant in Hasselt kwamen vestigen. Zij werden door de lokale bevolking Vlemen of Vlemingen genoemd.
In 1634 kwamen de minderbroeders zich in de stad vestigen. Zij bouwden in de straat een klooster en een kerk die in 1655 werd ingewijd. In de loop van de 18de eeuw kreeg de oude Vleminckstraet stilaan haar huidige benaming. De eerste vermelding van een minnebroedersstraet werd teruggevonden in 1736 terwijl de laatste vermelding Vlaminghstraet dateert van 1770.
Tijdens de Franse overheersing werd de straat omgedoopt in rue de la Préfecture wegens de vestiging van de onderprefectuur in het inmiddels verlaten klooster. Nadat de Fransen verdreven waren, kreeg de straat haar oude benaming terug. Het duurde echter nog tot 1898 vooraleer de minderbroeders het complex opnieuw betrokken.
De Hasselaren noemen de straat steevast Pâterkeskerrekstroat (Paterkeskerkstraat) en verwijzen hiermee naar het Heilig Paterke (Valentinus Paquay), de biechtvader-minderbroeder die in de grafkapel van het minderbroedersklooster begraven ligt.

## Beschrijving
De Minderbroedersstraat heeft een lengte van 200 meter loopt van de Demerstraat naar de Dorpsstraat en de Isabellastraat. De Schrijnwerkersstraat is de enige zijstraat. In de straat geldt eenrichtingsverkeer van west naar oost; de huisnummering loopt van tot 2 tot 58 aan de even zijde en van 3 tot 29 aan de oneven zijde.

## Erfgoed in de straat

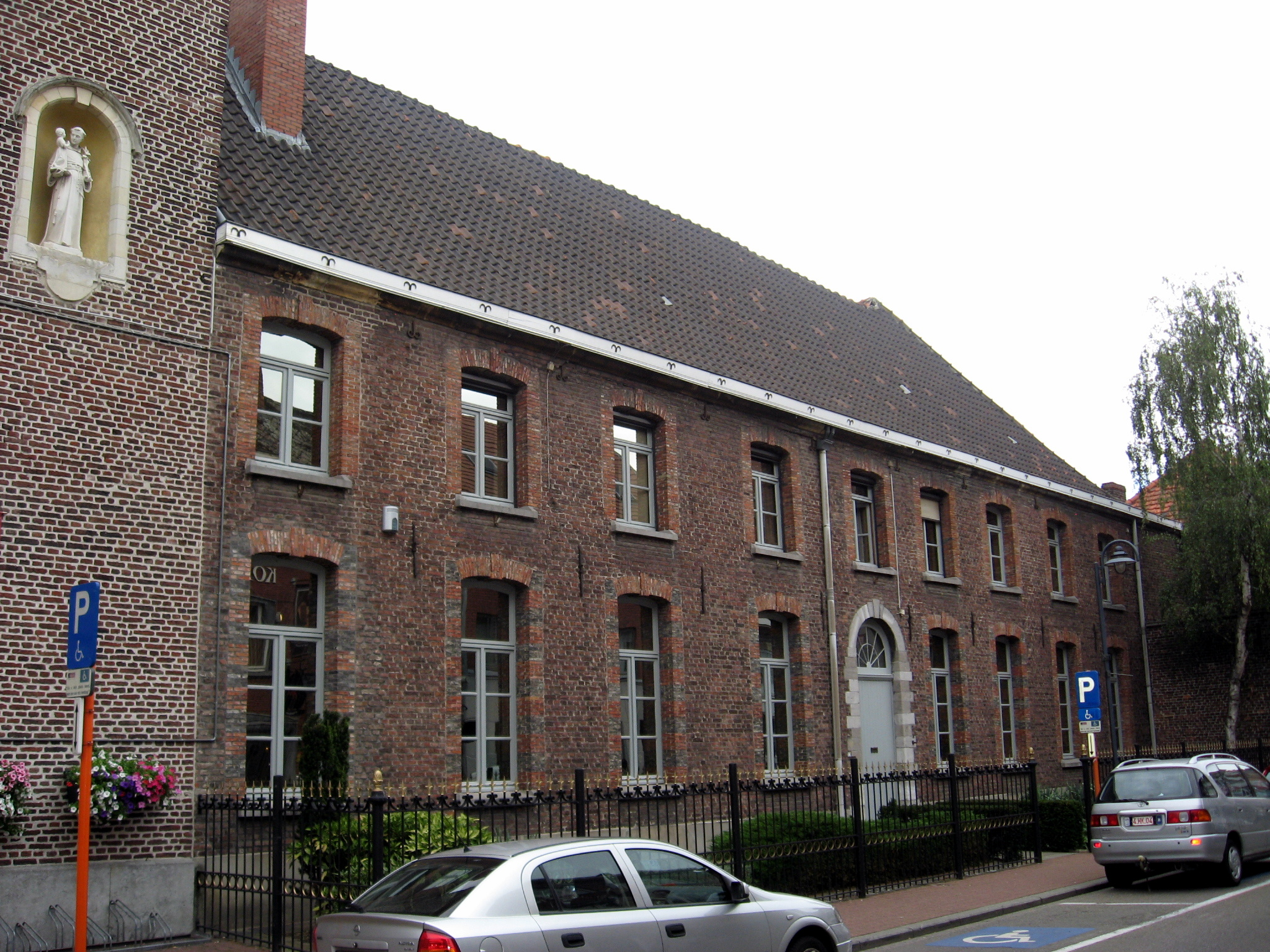
Minderbroedersklooster

### Beschermd erfgoed
- nr. 11: voormalig directiegebouw van de Dienst voor de Scheepvaart (beschermd in 1980)
- nr. 15-17-19-21: minderbroederscomplex, bestaande uit het klooster met het Valentinusmuseum, de Sint-Rochuskerk en de grafkapel van het Heilig Paterke (beschermd in 1980)
- nr. 18-20-22-24-26: Het Beluikske (beschermd in 1983)

### Ander onroerend erfgoed
De Minderbroedersstraat werd als geheel opgenomen in de Inventaris van het Bouwkundig Erfgoed. Andere gebouwen die werden opgenomen:
- nr. 7: Huis De Rode Leeuw
- nr. 12: voormalige politie- en brandweerkazerne
- nr. 44: woning

## Galerij

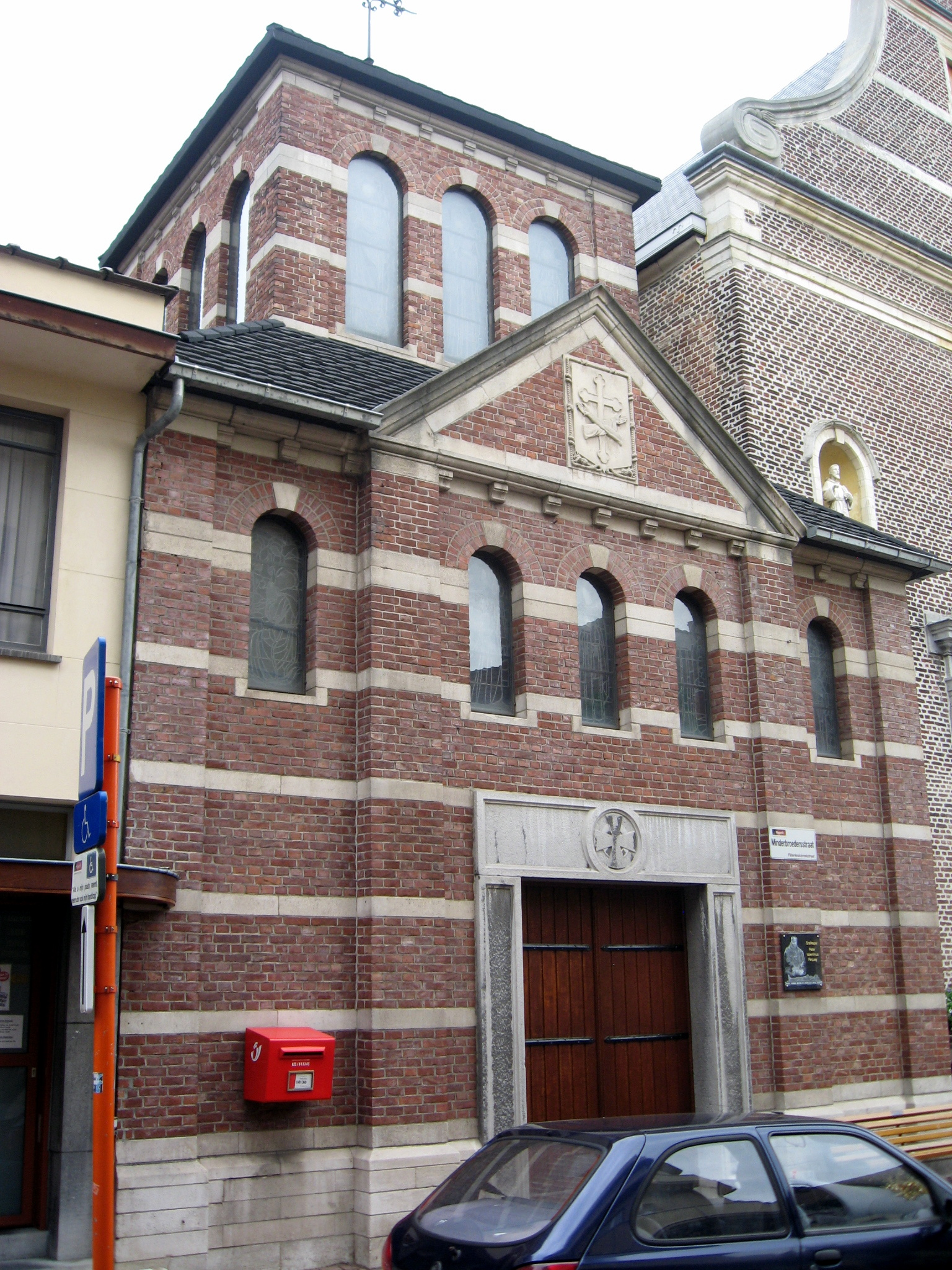
Grafkapel Heilig Paterke
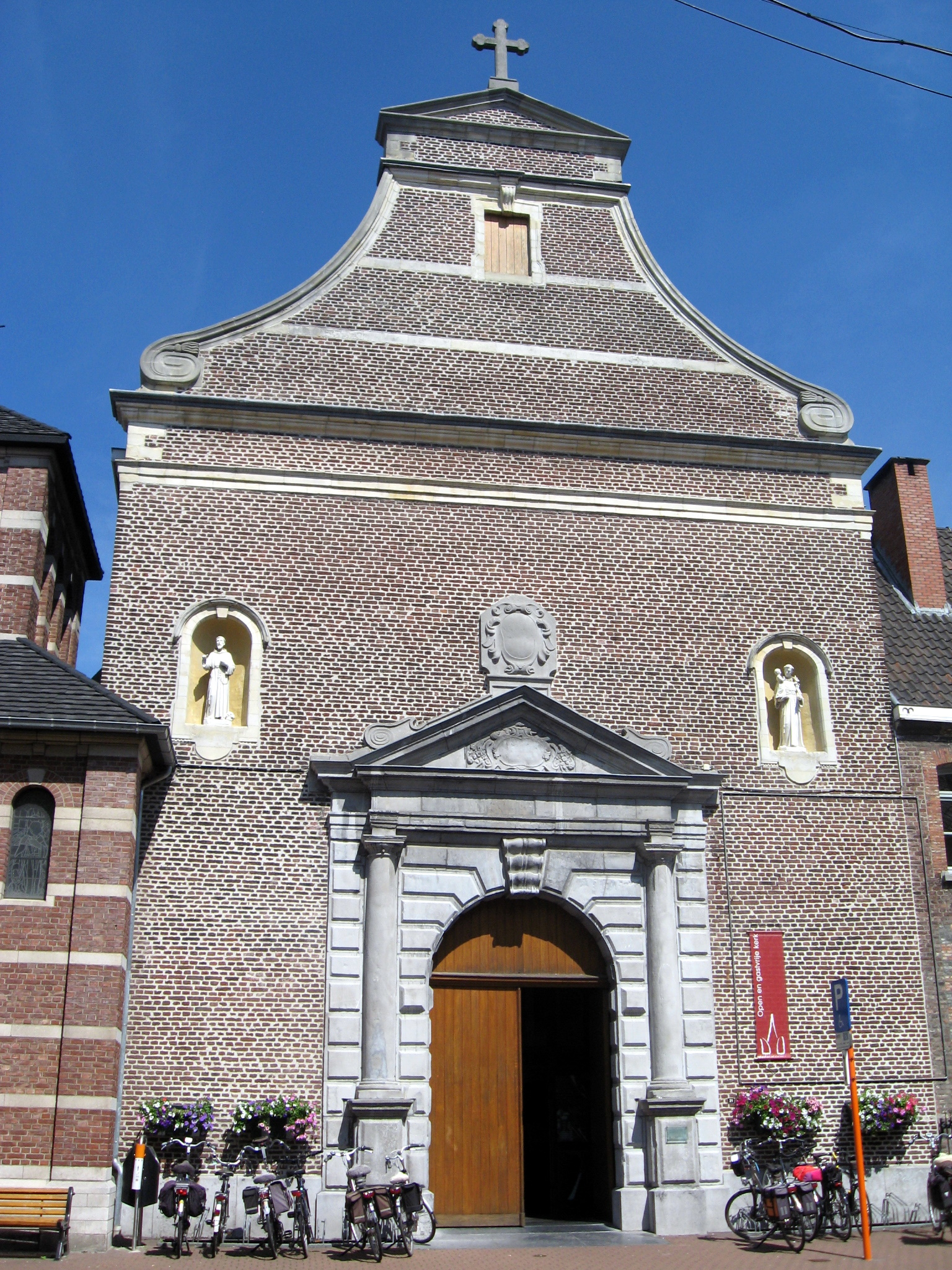
Sint-Rochuskerk
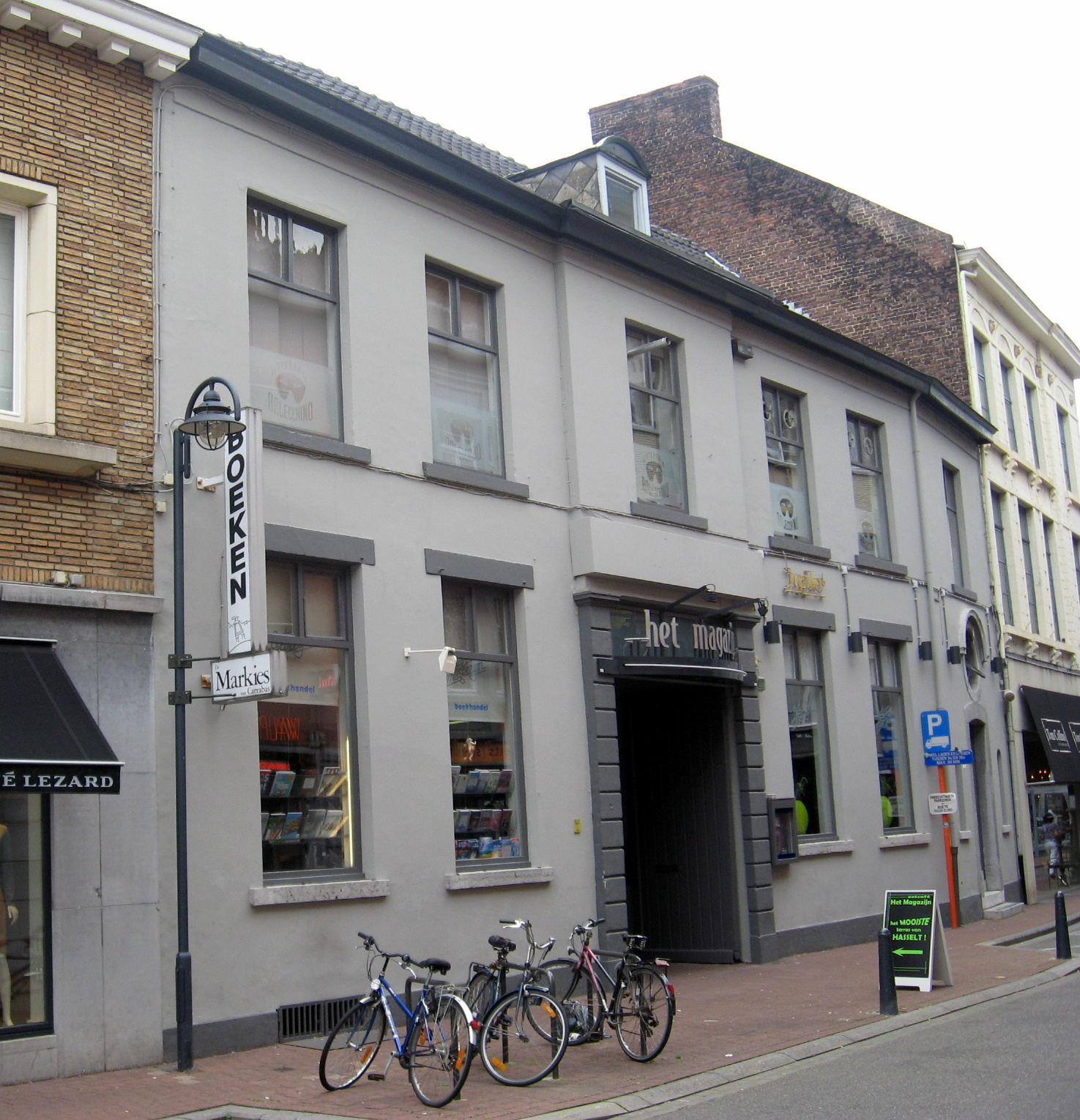
Voormalige directiegebouw Dienst voor Scheepvaart
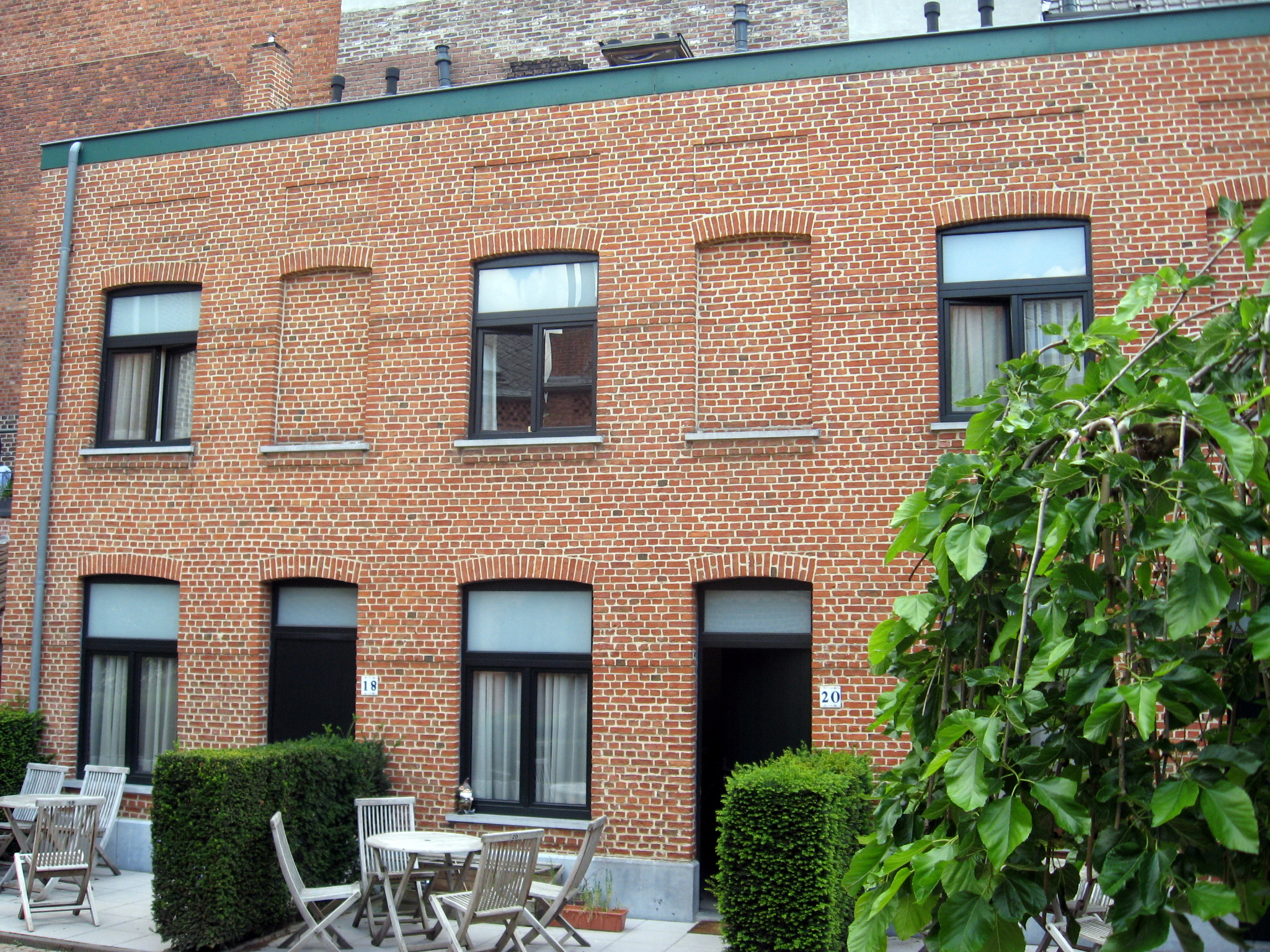
Het Beluikske